# Punk-O-Rama Vol. 2
Punk-O-Rama Vol. 2 is een compilatiealbum uitgebracht door Epitaph Records in 1996. Het maakt deel uit van de Punk-O-Rama-reeks. Op het album staan zeventien nummers van zeventien bands die bij het label spelen.
Alle nummers van het album, behalve het nummer "Thought Control" van DFL, zijn al eerder uitgebracht. Het nummer "Only the Good Die Young" van Me First and the Gimme Gimmes, een cover van Billy Joel, maakte zijn cd-debuut hier. Het werd eerder alleen uitgegeven op de vinylsingle "Billy".

## Nummers
1. "Coffee Mug" (Descendents) - :34
2. "Perfect People" (Pennywise) - 3:03
3. "Cashed In" (Pulley) - 2:13
4. "Only the Good Die Young" (Me First and the Gimme Gimmes) - 2:48
5. "Mutate With Me" (The Humpers) - 2:12
6. "Sidekick" (Rancid) - 2:01
7. "Bullion" (Millencolin) - 2:00
8. "El Coo Cooi" (Voodoo Glow Skulls) - 2:37
9. "Hate" (The Joykiller) - 2:08
10. "Code Blue" (TSOL) - 2:08
11. "Whatever Didi Wants" (NOFX) - 3:01
12. "Gruesome Gary" (Down By Law) - 3:02
13. "Just to Get Away" (Poison Idea) - 2:30
14. "Thought Control" (DFL) - 2:18
15. "Don't Have the Cow" (SNFU) - 2:38
16. "Give You Nothing" (Bad Religion) - 2:00
17. "Jukebox Lean" (New Bomb Turks) - 2:36